# Fazenda Nova
Fazenda Nova é um município brasileiro do interior do estado de Goiás, Região Centro-Oeste do país. Sua população estimada em 2019 foi de 5.637 habitantes.
Está a noroeste da capital do estado. As principais estradas são GO-418 e GO-060. Fazenda Nova pertence à microregião de Iporá. Os limites municipais são: Buriti de Goiás, Córrego do Ouro, Israelândia, Jaupaci, Jussara, Montes Claros de Goiás e Novo Brasil. Os Distritos são Bacilândia, Serra Dourada e Três Marcos.

## História
- Tornou-se município em: 20 de outubro de 1953
- Fundador: José de Paula Barbosa

- visualiza-se melhor, aplicando-se definições distintas a cada caso. (PSD)[5]
- Vice-prefeito:Vem homenagem a José de paula xercício no cargo do executivo municipal. No Brasil, esse representante é eleito através de voto direto, de quatro em quatro anos, juntamente com o prefeito, de modo vinculado (Constituição Federal Artigo 29, I e II). O vice-prefeito é o substituto do prefeito municipal em caso de ausência por licença ou outro impedimento. Pode e deve exercer função dentro da administração municipal.
- Vereadores: 09 - Alex Martins (PP), Suail Caetano Rosa(PSD), Gaguinho (PSDB), Celino da Bacilândia (PSDB), Negão (PP), Robson (PSD), Valdivino Amorim - Vino (PSD), Angela Gringa (PSD), Celino da Cerâmica (PMDB).

### Dados Demográficos
- Taxa de crescimento da população: -0.11.% (dados de 1991/2000)
- População em 1980: 9.887
- População em 1991: 7.165
- População do CENSO 2000: 7.093 habitantes
- População de homens de Fazenda Nova: 3.248 habitantes
- População de mulheres de Fazenda Nova: 3.070 habitantes
- População urbana em 2010: 4.074
- População rural em 2010: 2.244
- Casas em 2000: 2.265
- Casas que ganham menos  de 01 o salário mínimo/mês: 1.049

## Dados econômicos
- Produto doméstico bruto em 2003:  R$43,566 milhão
- Produto doméstico bruto em 2002: R$ 36,095 milhão
- Ranking estadual do PIB em 2002: 119 de 246 municípios
- PIB per  capita em 2003: R$6,167
- PIB per  capita em 2002: R$ 5,104(a média do estado era R$5,921)
- Unidades industriais: 11 (10 de Junho de 2005)
- Unidade de varejo: 68 instituições
- Bancos (abr/2005): Banco do Brasil S.A (1 de Junho de 2005): Banco Bradesco (Postal)
- Automóveis: 205 em 2004
- Gado: 117.800 cabeças em 2004
- Aves: 48.500
- Suinos: 7.700
- Vacas de Leite: 24.400
- Arroz:  200 hectares
- Milho: 700 hectares
- Soja: 130 hectares
- Produção modesta do mandioca, palmito e de bananas.

## Instrução e saúde
- Taxa de alfabetismo: 84.1%
- Taxa de mortalidade infantil: 18.35 em cada 1.000 nascimentos vivos:
- Escolas: 10 (2005)
- Salas de aula: 56
- Professores: 99
- Estudantes: 1.775
- Hospitais: 01
- Camas de hospital em julho de 2003: 28
- Postos de saúde: 03

## Ranking no IDH - Indice de Desenvolvimento Humano
- Expectativa de vida: 71.28
- Taxa do alfabetismo adulto: 0.821
- Taxa de frequencia escolar: 0.877
- MHDI: 0.746
- Ranking no estado de Goiás: 89 de 242 municípios em 2000
- Ranking nacional: 1.996 de 5.507 municípios em 2000

## Mina de Ouro
Fazenda Nova possui uma das maiores minas de ouro do Brasil. De propriedade da empresa canadense Yamana Gold Inc. que na realidade é um consorcio de investidores (venture capital)e investe em outras minas tanto no Brasil quanto na Bolívia.

## Fatos
- A area total da licença de exploração é de 3.108 hectares.
- O veio de ouro tem entre 5 e 10 km. de largura, iniciando em Fazenda Nova, passando por Israelandia e terminando em Moiporá.
- O processo de extração de ouro consiste, entre outros, na adição de 9,5 kg. de cimento a cada tonelada de terra retirada.